# Funeral Mist
A Funeral Mist svéd black metal együttes. 1993-ban alakult Stockholmban. Alapító tagjai közül egy sem szerepel jelenleg a zenekarban, egyetlen folyamatos tagja Arioch, aki 1994-ben csatlakozott a Funeral Mist-hez. 

## Tagok
- Arioch - ének, gitár, basszusgitár

## Korábbi tagok
- Typhos (Henrik Ekeroth) - gitár, ének (1995)
- Vintras - gitár (1993-1995)
- Velion - dob (1993-1995)
- Nachash - gitár (1996-2003)
- Necromorbus (Tore Stjerna) - dob (1996-2003)

## Diszkográfia
- Darkness (demó, 1995)
- Havoc (demó, 1996)
- Devilry (EP, 1998)
- Salvation (album, 2003)
- Maranatha (album, 2009)
- Trisagion (válogatáslemez, 2013)
- Hekatomb (album, 2018)
- Deiform (album, 2021)